# Bad Bunny
Benito Antonio Martinez Ocasio (Vega Baja, 10 de março de 1994), mais conhecido por seu nome artístico Bad Bunny, é um rapper, cantor, ator e produtor musical porto-riquenho. Seu estilo musical é voltado principalmente para o trap latino e reggaeton, mas também inclui elementos de outros gêneros.
Nascido e criado no município de Vega Baja em Porto Rico, Bunny ganhou popularidade com seu trabalho musical no SoundCloud e posteriormente foi contratado por uma gravadora enquanto trabalhava em um supermercado como empacotador e estudava na Universidade de Porto Rico, em Arecibo. Em 2016, liberou seu primeiro single, "Soy Peor". Continuou ganhando força com músicas como sua participação no single "I Like It" de Cardi B e J Balvin, que liderou a Billboard Hot 100, e "Mía", com participação de Drake, que foi sua primeira faixa no top dez da mesma parada. O álbum de estreia de Bunny, X 100pre (2018), alcançou a posição 11 na Billboard 200 dos EUA, enquanto seu álbum colaborativo OASIS (2019), com Balvin, alcançou o top dez. Em 2020 lançou dois discos, YHLQMDLG e El Último Tour Del Mundo (2020); esse último se tornou o primeiro álbum totalmente em espanhol a chegar ao topo da Billboard 200, enquanto seu primeiro single, "Dákiti", alcançou o top dez da Hot 100. Já seu sucessor, Un Verano Sin Ti (2022), passou 13 semanas no topo da Billboard 200 e foi nomeado o álbum de melhor desempenho do ano nos EUA e globalmente. Ele gerou vários singles de sucesso comercial e se tornou o primeiro álbum em espanhol a ser indicado ao Grammy de Álbum do Ano. Em 2025, ele voltou a liderar a parada com Debí Tirar Más Fotos (2025).
Ao longo de sua carreira, Bunny ganhou três Grammy Awards, onze Latin Grammy Awards, dez Billboard Music Awards, 30 Billboard Latin Music Awards, 22 Premios Lo Nuestro, 22 Premios Juventud, 21 ASCAP Latin Awards, 6 American Music Awards, 6 Premios Tu Música Urbano, 4 iHeartRadio Music Awards, dois MTV Video Music Awards e dois MTV MIAW. Ele foi coroado Artista do Ano pela plataforma de streaming Apple Music em 2022. Em 2020, se tornou o primeiro ato não-anglófono a ser o artista mais transmitido através da plataforma de áudio Spotify em um único ano, o que se repetiu em 2021 e 2022. Em agosto de 2024, a Billboard colocou Bunny no 23.º posto em seu top 25 das maiores estrelas pop do período 2000-2024, à frente de Ed Sheeran e Katy Perry, que ficaram nos números 24 e 25, respectivamente, e de outras estrelas anglófonas, como Christina Aguilera ou P!nk, que foram distinguidas com menções honrosas. Em 2023 ele foi o primeiro artista latino-americano a ser atração principal em um dos dias do festival de música Coachella, nos Estados Unidos, que é um dos festivais mais importantes do mundo.

## Biografia
Desde os 5 anos que Benito queria ser cantor. Bad Bunny cresceu nas praias de Porto Rico, na comunidade de Vega Baja, com seus pais e dois irmãos mais novos. Uma de suas memórias mais antigas foi quando ele recebeu um disco de Vico C para o Natal. A partir daí, começou a cantar e compor. Ele conta que entre suas inspirações está Héctor Lavoe e Michael Jordan. Bad Bunny estudou comunicação audiovisual, mas depois ele abandonou para se tornar cantor. Enquanto trabalhava em um supermercado como empacotador, Bad Bunny lançava música como artista independente.

## Carreira musical
Antes de se tornar famoso, Bad Bunny fazia pequenos shows em San Juan, que publicava no seu Instagram e compartilhava em sua conta no Soundcloud. E foi no Soundcloud que ele conseguiu sucesso e apoio muito rápido. Sua canção "Diles" chamou a atenção do produtor musical Luian, que o contratou para ser o primeiro artista de sua gravadora, Hear This Music.
2017 foi um ano muito bem-sucedido em sua carreira, pois ele conseguiu posicionar 15 músicas na parada americana Hot Latin Songs. Seu jeito fotogênico e sua voz fizeram com que ele se tornasse um excelente projeto para a Hear This Music. Tem colaborado com grandes artistas na indústria da musica, e até mesmo com artistas de outros gêneros, como Victor Manuelle (em "Mala y Peligrosa"), Becky G (em "Mayores"), Enrique Iglesias (em "El Baño "), Drake (em "MIA"), Future (em "Thinkin"), Natti Natasha (em "Amantes de Una Noche"), entre outros.
Em novembro de 2018, Bad Bunny registrava mais de 9 milhões de seguidores no Spotify e mais de 41 ouvintes mensais e foi o 5º artista musical mais ouvido naquela plataforma de streaming durante esse mês.
No verão de 2018, "I Like It" (2018), canção da americana Cardi B, em que Bad Bunny e o colombiano J Balvin participam, chegou ao nº 1 da Billboard Hot 100, passando uma semana no topo da mesma.
A rádio pública americana NPR considerou a sua música "Estamos Bien", que aborda o estado de espírito dos porto-riquenhos após a destruição causada pelo Furacão Maria, em 2017, como o 86º melhor tema musical de 2018.
Em outubro de 2023, Bad Bunny participou do renomado programa norte-americano Saturday Night Live, onde participou de sketches e apresentou algumas de suas músicas.
Seu álbum Un Verano Sin Ti foi incluído na lista dos 100 melhores álbuns de todos os tempos pela plataforma Apple Music em 2024

## Posições relativas a causas sociais
O artista é reconhecido por quebrar preconceitos inerentes ao seu estilo de música, marcadamente machista e homofóbico, em várias declarações, em suas músicas, vídeos e performances, como na apresentação de seu single Ignorantes, no programa The Tonight Show Starring Jimmy Fallon, quando, em sua camiseta, chamou a atenção para o assassinato de uma mulher transgênero em Porto Rico. Por sua atuação, em 2023 ele recebeu o prêmio Vanguard oferecido pela GLAAD, a mais representativa associação pelos direitos LGBT nos Estados Unidos.

## Discografia
- X 100pre (2018)
- OASIS (com J Balvin) (2019)
- YHLQMDLG (2020)
- El Último Tour Del Mundo (2020)
- Un Verano Sin Ti (2022)
- Nadie Sabe Lo Que Va a Pasar Mañana (2023)
- Debí Tirar Más Fotos (2025)

## Filmografia
| Ano  | Título                 | Papel        | Nota                                                               | Ref    |
| ---- | ---------------------- | ------------ | ------------------------------------------------------------------ | ------ |
| 2021 | F9                     | Lookout      |                                                                    | [ 28 ] |
| 2021 | Te Deseo Lo Mejor (en) | Ele Mesmo    | Curta-metragem de animação baseado em "Os Simpsons", sem créditos. | [ 29 ] |
| 2022 | Bullet Train           | Wolf         | Creditado com o seu nome de nascimento.                            | [ 30 ] |
| 2023 | Cassandro              | Felipe       |                                                                    | [ 31 ] |
| 2025 | Happy Gilmore 2        | Oscar Mejías | Creditado com o seu nome de nascimento.                            | [ 32 ] |
| ASA  | Caught Stealing (en)   |              | filmando                                                           | [ 33 ] |